# イドリイスキ・ジュリクロフィ

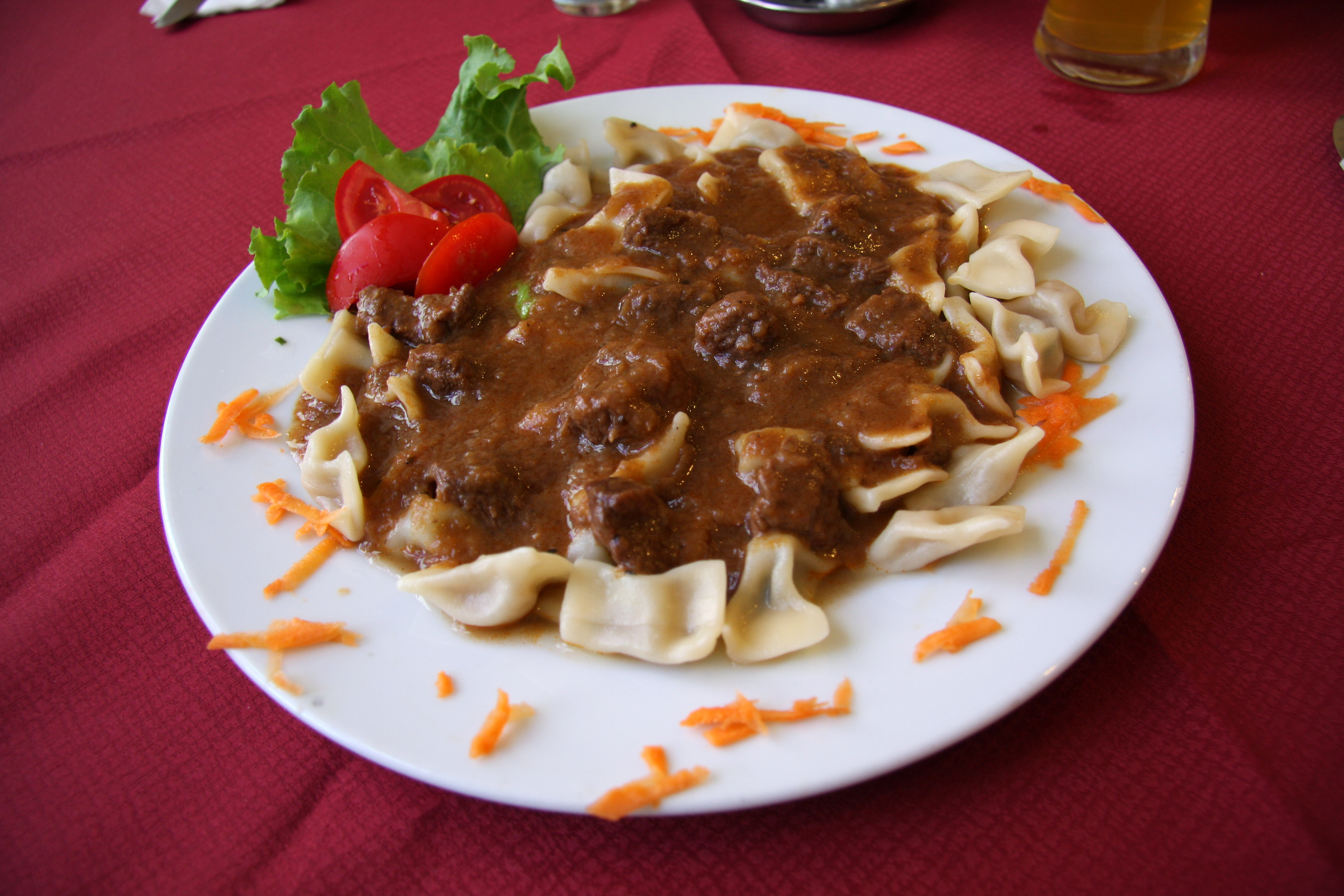
イドリイスキ・ジュリクロフィとグラーシュ

イドリイスキ・ジュリクロフィ（Idrijski žlikrofi）はスロヴェニア西部にあるイドリヤの郷土料理。生地の中にジャガイモなどの具材を詰めて作られる。
前菜としても、肉料理の付け合わせとしても、単品としても楽しむことが出来る。

## 具材
生地（300gの小麦粉に対して卵1～2個、油、水または牛乳適量を混ぜて作る）に、詰物（500gのジャガイモ、細かく刻んで揚げた脂身または燻製のハム、50gのタマネギ、香辛料(黒コショウ、塩、マジョラム)）を包んで茹でる。

## その他
イドリイスキ・ジュリクロフィは、欧州連合が原産地名称保護制度に指定した最初のスロヴェニア料理である。生産地域は限定されていないが、この名称を使用するには認定を受けている必要がある。すべてのメーカーやレストランに申請の資格がある。